# Larry Kaufman
Lawrence Charles „Larry“ Kaufman (* 15. November 1947 in Washington, D.C.) ist ein US-amerikanischer Schachgroßmeister und Shōgispieler. Im Jahre 2008 gewann er die Seniorenweltmeisterschaft im Schach.

## Leben
Kaufman studierte Wirtschaftswissenschaften am Massachusetts Institute of Technology. Von 1969 bis 1986 arbeitete er als Aktienhändler, danach in der Softwarebranche. Kaufmanns Sohn Raymond ist ebenfalls ein Schachspieler, der den Titel eines Internationalen Meisters trägt.

## Schach
Er erlernte das Schachspiel im Alter von sieben Jahren. 1966 gewann er das American Open. Im Jahre 1980 erhielt er den Titel eines Internationalen Meisters. Er gewann mehrere Staatsmeisterschaften, darunter zweimal die von Florida, wo er zwischen 1975 und 1996 lebte, und viermal die von Maryland. In den Jahren 1972, 2002 und 2003 nahm er an der Landesmeisterschaft der USA teil. In der United States Chess League spielte er für die Baltimore Kingfishers, mit denen er 2005 Meister wurde. 2008 gewann er die US-Seniorenmeisterschaft. Im November 2008 gewann Kaufman die Weltmeisterschaft der Senioren, die in Bad Zwischenahn ausgetragen wurde. Er erzielte 9 Punkte aus 11 Partien und gewann durch bessere Wertung vor dem punktgleichen Mihai Șubă. Mit dem Gewinn der Senioren-Weltmeisterschaft ist die Verleihung des Großmeistertitels verbunden. 2009 kam er bei der Senioren-Weltmeisterschaft auf Platz 8, 2010 belegte er Platz 4.
Er arbeitet auch als Schachtrainer. Zeitweise war er Vorsitzender der Ratingkommission der United States Chess Federation.
Seine Elo-Zahl beträgt 2209 (Stand: Mai 2019). Seine höchste Elo-Zahl von 2445 erreichte er im Januar 1982.

## Veröffentlichungen
Kaufman veröffentlichte 2004 im Verlag Random House das Buch The Chess Advantage in Black and White (ISBN 0812935713), in dem er ein Eröffnungsrepertoire vorschlägt, das mit Weiß auf dem Zug 1. e2–e4 aufbaut und für Schwarz unter anderem die Berliner Verteidigung und die Halbslawische Verteidigung empfiehlt. – Eine Neubearbeitung des Werkes erschien 2012 unter dem Titel The Kaufman repertoire for black and white (ISBN 978-90-5691-371-7). In dieser Ausgabe empfiehlt er für Weiß den Zug 1. d2–d4 und für Schwarz Eröffnungen wie das Breyer-System sowie die Grünfeld-Indische Verteidigung.
Seine Memoiren veröffentlichte er 2021 unter dem Titel Chess Board Options (ISBN 9789056919337).
Er schrieb außerdem zahlreiche Artikel für Chess Life, die Zeitschrift der United States Chess Federation. Im Jahre 1999 wurde er für den Best Chess Theoretical Article ausgezeichnet. In der Zeitschrift New In Chess (Nr. 6, 2003, S. 9) schrieb er einen Beitrag über Parallelen zwischen Schach und Shōgi.

## Computerschach
Während seiner Zeit am MIT kam er erstmals in Kontakt mit Computerschach. Für das 1967 entwickelte Programm MacHack war er als schachlicher Berater tätig und erstellte ein Eröffnungbuch.
Zusammen mit Don Dailey (1956–2013) entwickelte er mehrere Schachprogramme. Mini nahm an der 5. (Köln 1986) und 6. (Edmonton 1989) Computerschach-Weltmeisterschaft teil. Socrates gewann das ACM-Turnier 1993. Cilkchess gewann 1996 die Offene Computerschachmeisterschaft der Niederlande und nahm 1997 am 12. AEGON-Turnier in Den Haag teil. Dabei lief es auf einem Silicon-Graphics-Computer mit 32 Prozessoren und erreichte über 2 Millionen berechnete Positionen pro Sekunde. 1998 wurde ein von Dailey und Kaufman erstelltes Programm unter dem Namen Corel Chess auf den Markt gebracht.
Für mehrere Schachcomputer der Firma Novag erstellte er die Eröffnungsbücher. Anfang der 1990er Jahre gab er Computer Chess Reports, eine Zeitschrift über Computerschach heraus.
Er arbeitete an dem seinerzeit führenden Schachprogramm Rybka mit und war dort in erster Linie für die Entwicklung von Algorithmen zur Bewertung von Stellungen zuständig. Mehrere Wettkämpfe Rybkas gegen Großmeister fanden seit 2007 in seinem Haus in Maryland statt.
In der Folge arbeitete er mit Don Dailey und später mit Mark Lefler an dem Schachprogramm Komodo, auch hier mit Schwerpunkt Bewertung der Stellungen.

## Shōgi
Er gilt als einer der besten westlichen Shōgi-Spieler. 1998 und 1999 gewann er die Pan-Atlantic Championships, 1999 das European Open. Bei der Meisterschaft der USA 1998 sowie dem First International Shogi Tournament in Tokio kam er jeweils auf den 2. Platz.
In Vorgabepartien gelangen ihm mehrere Siege gegen japanische Profispieler. Er ist Inhaber des 5. Dan der Amateurspieler.